# Grote zee-eend
De grote zee-eend (Melanitta fusca) is een vogel uit de familie van de eendachtigen (Anatidae). De wetenschappelijke naam van de soort werd in 1758 als Anas fusca gepubliceerd door Carl Linnaeus.

## Veldkenmerken
Het mannetje is geheel zwart met een witte vlek onder het oog en een witte vleugelspiegel. Het vrouwtje is bruin, eveneens met een witte spiegel en met lichte ronde vlekken op de zijkant van de kop. De lengte bedraagt 51 tot 58 cm, en het gewicht 1,5 tot 2 kg.

## Leefwijze
Het voedsel bestaat voornamelijk uit schelpdieren, die van de zeebodem worden opgedoken. Achter de grote neusgaten bevinden zich goed ontwikkelde klieren die overtollig zout uitscheiden, dat met het zeewater en de prooi naar binnen wordt gewerkt.

## Verspreiding en leefgebied
Het broedgebied strekt zich uit van Noorwegen tot het bekken van de Jenisej. Oostelijk daarvan tot aan Kamtsjatka en verder oostwaarts tot in Noord-Amerika komt de Amerikaanse grote zee-eend voor. Deze soort wordt ook wel beschouwd als de ondersoort (M. fusca deglandi) van de grote zee-eend. De vogel verblijft vrijwel het hele jaar op zee, maar broeden doet hij op zoete meren in het binnenland en overwintert vaak ook op groot, open zoet water.
De grote zee-eend is in West-Europa een vrij talrijke wintergast op zee, maar ook wel in een zeer klein aantal op grote meren in het binnenland.

## Status
Op grond van schattingen van overwinteraars in de Oostzee schat de IUCN het aantal volwassen vogels op 250.000 exemplaren. Maar er zijn sterke aanwijzingen dat dit aantal snel afneemt. De IUCN noemt vijf belangrijke oorzaken voor deze afname.
1. Olievervuiling en verstoring, onder andere door de aanleg van windturbineparken
2. Concurrentie met beroepsvisserij om voedsel: kokkels, mosselen en garnalen
3. Verdrinking in visnetten van de beroepsvisserij
4. Habitataantasting van broedgebieden door het maken van stuwdammen in de toendra- en taigazone
5. Verstoring door toeristische voorzieningen in deze kwetsbare gebieden

Daarom staat de grote zee-eend sinds 2015 als kwetsbaar op de Rode Lijst van de IUCN.

## Video
- Grote zee-eend zwemmend

Boomeenden (Dendrocygninae) · Witrugeend (Thalassorninae) · Zwanen en ganzen (Anserinae) · Stippeleend (Stictonettinae) · Spoorwiekgans (Plectropterinae) · Halfganzen (Tadorninae) · Grondeleenden en duikeenden (Anatinae) · Eiders, zee-eenden, zaagbekken, etc (Merginae) · Stekelstaarteenden (Oxyurinae)